# Kap Royds
Kap Royds (englisch Cape Royds) ist das Westkap der antarktischen Ross-Insel im McMurdo-Sund. Es wurde während der britischen Discovery-Expedition (1901–1904) entdeckt und nach Leutnant Charles W. R. Royds von der Royal Navy benannt, der als Expeditionsmeteorologe diente. Das Kap war Standort des bis heute erhaltenen Basislagers der Nimrod-Expedition (1907–1909) des britischen Polarforschers Ernest Shackleton.
Auf Kap Royds befindet sich die südlichste Brutkolonie des Adeliepinguins mit einer schwankenden Population zwischen 2500 und 4500 Paaren. Nach einem drastischen Rückgang des Bestands auf unter 1000 Brutpaare im Jahr 1963 wurden erste Schutzmaßnahmen ergriffen. Heute bildet die Kolonie gemeinsam mit dem angrenzenden Meeresgebiet das besonders geschützte Gebiet der Antarktis Nr. 121 „Kap Royds, Ross-Insel“ (Antarctic Specially Protected Area No 121) und darf ohne Genehmigung nicht betreten oder überflogen werden. Im Schutzgebiet befindet sich auch ein Depot der Nimrod-Expedition aus dem Jahr 1908. Shackletons Hütte gehört zum angrenzenden Schutzgebiet ASPA-157 „Backdoor Bay“ und wird auch als Historische Stätte und Denkmal Nr. 15 (Historical Site and Monument No 15) geführt.

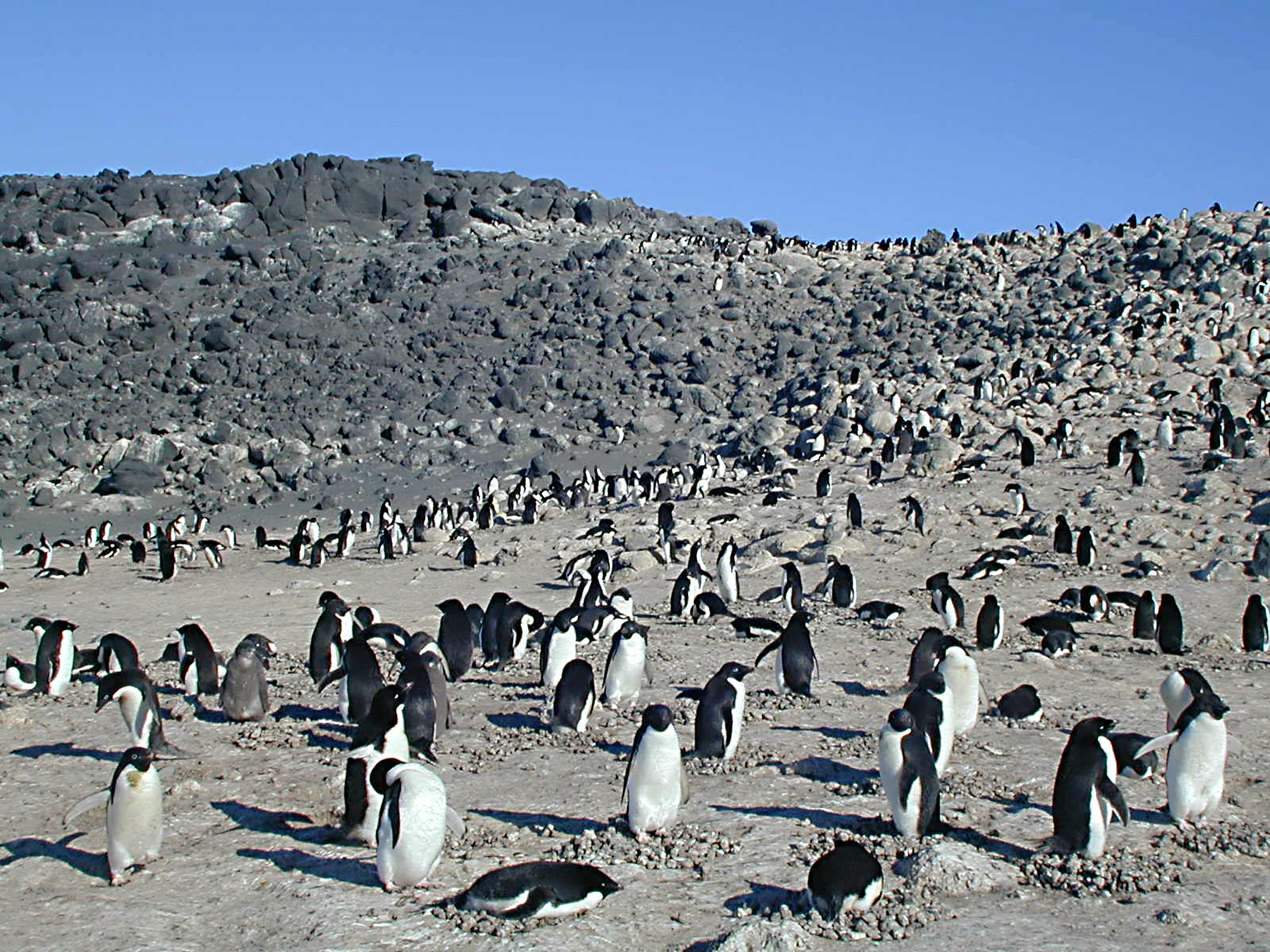
Adeliepinguine am Kap Royds
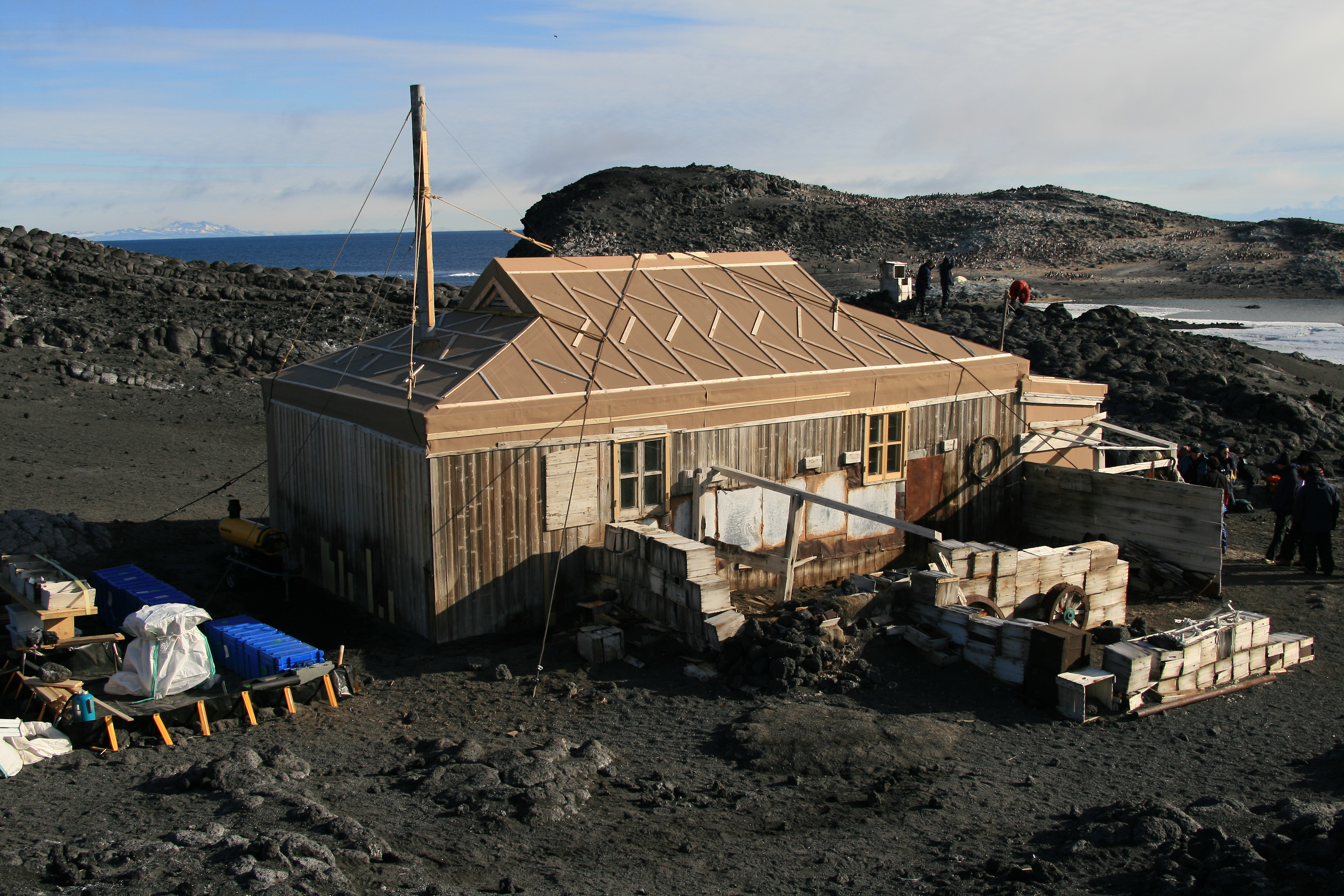
Shackletons Hütte
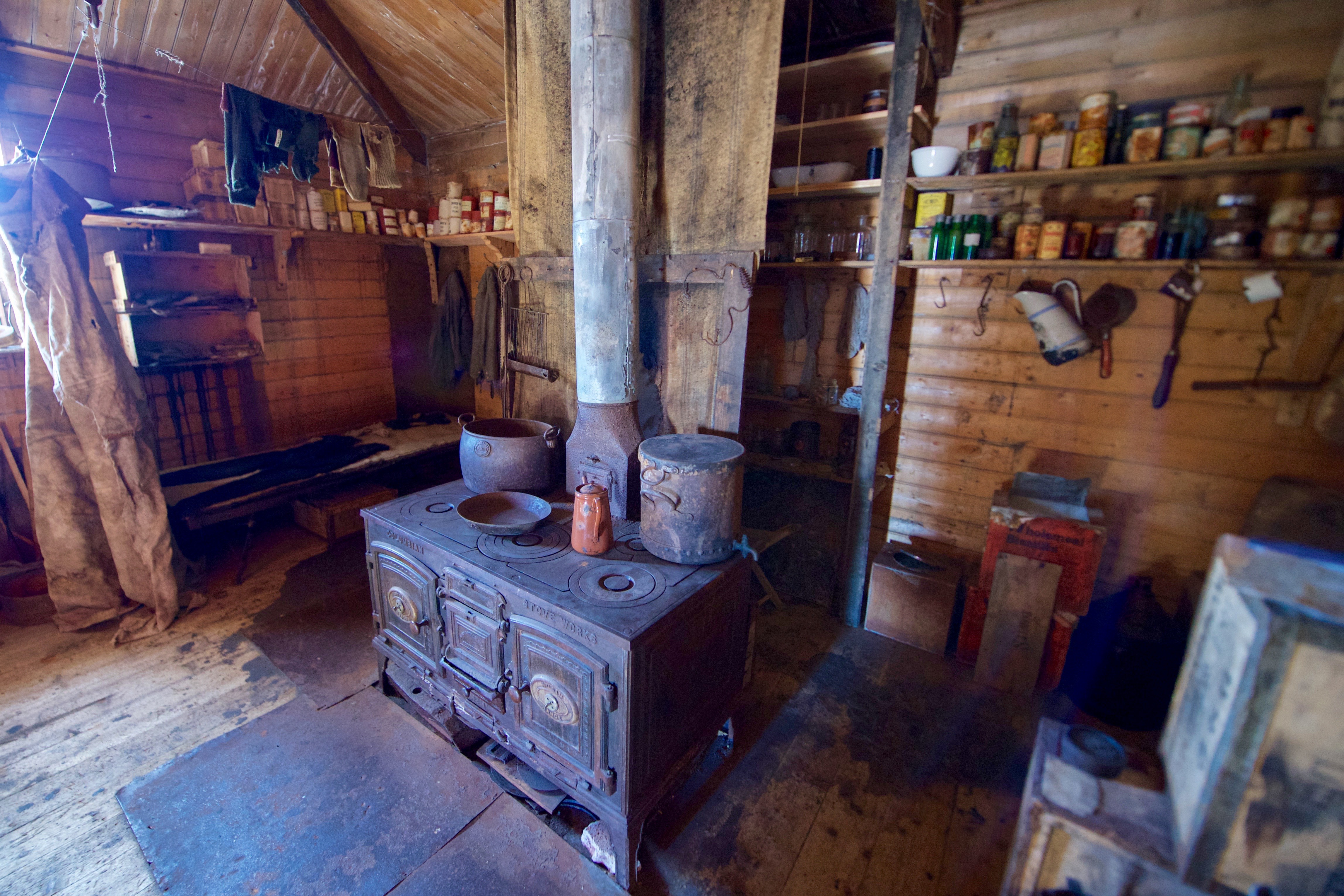
Historische Einrichtung der Hütte (2016)